# فيصل الدويسان
فيصل سعود صالح الدويسان (1 نوفمبر 1964  -)، نائب سابق في مجلس الأمة الكويتي.

## التعليم
حاصل على شهادة الثانوية العامة وحاصل على شهادة الدبلوم في الإعلام والصحافة من كلية بروم بنغهامتون في نيويورك.

## العمل
- عمل مراقبا للمنوعات في تلفزيون دولة الكويت، وبعدها عمل مديراً للشؤون الفنية في وزارة الإعلام، وعمل مديراً للقناة الثالثة في تلفزيون دولة الكويت، وبعدها عمل نائباً لمدير قناة الوطن ومستشاراً إعلامياً في الشركة الوطنية المتحدة للإعلام، وعضواً في جمعية المؤلفين وناشري الموسيقى في باريس.[2]
- شارك في انتخابات مجلس الأمة الكويتي 2008 في الدائرة الأولى، وحصل على المركز العشرين برصيد 2848 صوت وخسر الانتخابات [3]، وشارك في انتخابات مجلس الأمة الكويتي 2009 في الدائرة الأولى، وحصل على المركز الخامس برصيد 9943 صوت وفاز بالانتخابات.[2]